# The Navigator
The Navigator (bra Marinheiro por Descuido; prt O Navegante) é um filme estadunidense de 1924, do gênero comédia, dirigido por Buster Keaton e Donald Crisp. 
Eleita pelo American Film Institute como uma das 100 melhores comédias de todos os tempos (81ª posição).[carece de fontes?]

## Sinopse
Dois ricos mimados ficam presos em um navio de passageiros vazio.  

## Elenco
- Buster Keaton
- Kathryn McGuire
- Frederick Vroom
- Clarence Burton